# Comuna de Chocz
Chocz (polaco: Gmina Chocz) é uma gminy (comuna) na Polónia, na voivodia de Grande Polónia e no condado de Pleszewski. A sede do condado é a cidade de Chocz.
De acordo com os censos de 2004, a comuna tem 4796 habitantes, com uma densidade 65,3 hab/km².

## Área
Estende-se por uma área de 73,41 km², incluindo:
- área agricola: 54%
- área florestal: 39%

## Demografia
Dados de 30 de Junho 2004:
|                      | Total   | Total | Mulheres | Mulheres | Homens  | Homens |
| -------------------- | ------- | ----- | -------- | -------- | ------- | ------ |
|                      | pessoas | %     | pessoas  | %        | pessoas | %      |
| População            | 4796    | 100   | 2404     | 50,1     | 2392    | 49,9   |
| Densidade (pop./km²) | 65,3    | 100   | 32,7     | 32,7     | 32,6    | 32,6   |

De acordo com dados de 2002, o rendimento médio per capita ascendia a 1388,76 zł.

## Subdivisões
- Brudzewek, Chocz, Józefów, Kwileń, Kuźnia, Niniew, Nowa Kaźmierka, Nowolipsk, Nowy Olesiec, Piła, Stara Kaźmierka, Stary Olesiec.

## Comunas vizinhas
- Blizanów, Czermin, Gizałki, Grodziec, Pleszew